# David Waisman
David Waisman Rjavinsthi (Chiclayo, 4 de mayo de 1937) es un empresario y político peruano. Fue congresista de la república en 3 periodos y durante el gobierno de Alejandro Toledo, ejerció como segundo vicepresidente de la república y ministro de Defensa.

## Biografía
Nació en la ciudad de Chiclayo, el 4 de mayo de 1937. Es hijo de Natan Waisman Reines y Blima Rjavinsthi Tubac, inmigrantes de origen judío quienes llegaron jóvenes al Perú, huyendo de políticas antisemitas que se desarrollaban en Europa.
Estudió la primaria en el colegio José Granda y los primeros años de la secundaria en el colegio Hipólito Unanue. Sin embargo, no concluyó el colegio.

## Carrera política
En 1999, fue invitado por Alejandro Toledo para integrar la plancha presidencial de Perú Posible, como candidato a la segunda vicepresidencia en las elecciones generales del año  2000. Sin embargo, la candidatura no tuvo éxito tras el tercer triunfo de Alberto Fujimori mediante acusaciones de fraude por parte de Vladimiro Montesinos.

### Congresista de la República
En las mismas elecciones, Waisman también postuló al Congreso de la República por Perú Posible y obtuvo éxito con 41,125 votos para el periodo parlamentario 2000-2005.
Durante la tercera juramentación de Alberto Fujimori ante el pleno del Congreso, Waisman se retiró del hemiciclo junto a los demás congresistas de oposición para luego participar en la denominada Marcha de los Cuatro Suyos encabezada por Alejandro Toledo. Waisman también fue uno de los principales líderes de la marcha y se enfrentó junto a los manifestantes contra los resguardos mandados por Fujimori y Montesinos.
Luego en el parlamento, presidió la Comisión Investigadora contra Vladimiro Montesinos. Esta comisión fue importante para indagar la red de corrupción instalada en dicho gobierno dictatorial.
En noviembre del 2000, tras la publicación de los Vladivideos y la renuncia de Alberto Fujimori a la presidencia de la república mediante un fax, su cargo parlamentario parlamentario es reducido hasta julio del 2001. Cuando hubo nuevas elecciones. Waisman votó a favor de la vacancia presidencial contra Alberto Fujimori y apoyó el gobierno democrático de transición encabezado por el histórico Valentín Paniagua.
Waisman decidió luego postular a la reelección en las elecciones parlamentarias del año 2001 y resultó reelegido con 120,636 votos para el periodo parlamentario 2001-2006.

### Segundo Vicepresidente de la República
En las elecciones presidenciales del 2001, David Waisman integró nuevamente la plancha presidencial de Alejandro Toledo por Perú Posible y compitieron junto al expresidente Alan García del Partido Aprista Peruano. Culminando los procesos electorales, Toledo resultó triunfador de las elecciones y Waisman elegido como segundo vicepresidente de la república. Juramentó luego junto con Raúl Diez Canseco el 28 de julio ante el Congreso de la República presidido por Carlos Ferrero Costa.

### Ministro de Defensa
El mismo día de haber jurado como vicepresidente, Waisman ya había sido presentado como el nuevo ministro de Defensa y fue juramentado por Toledo en el gabinete ministerial encabezado por Roberto Dañino Zapata.
Durante su labor, se encargó de la reestructuración de las Fuerzas Armadas que antes fueron maltratadas por el nefasto régimen fujimontesinista. Cambió los altos mandos militares y promovió la lucha contra el narcotráfico, el deterioro ambiental, el tráfico de armas y el terrorismo internacional.
Permaneció en el cargo hasta su renuncia el 18 de enero de 2002, tras discrepar del primer ministro.
Cuando se aproximaban las elecciones generales del 2006, Waisman se perfilaba como el candidato presidencial de Perú Posible. Sin embargo, decidieron proponer como candidata a la empresaria Jeanette Enmanuel y también al exsenador Rafael Belaúnde Aubry. Ninguno de ellos recibió el respaldo de Waisman y finalmente, Perú Posible no presentó candidato presidencial y solo presentaron candidatos al Congreso, donde Waisman nuevamente postuló a la reelección con el número 2 de la lista por Lima Metropolitana y fue reelegido para el periodo 2006-2011.
Laboró como vicepresidente de la Comisión de Defensa y como presidente de la Comisión de Comercio Exterior y Turismo. 
En el 2010, Waisman renunció a Perú Posible tras discrepancias internas con miembros de su partido y pasó a ser crítico de su exlíder Alejandro Toledo. Tras apartarse de Perú Posible, Waisman luego se integró al partido Solidaridad Nacional de Luis Castañeda Lossio.
En las elecciones del 2011, Waisman postuló a su tercera reelección por la Alianza Solidaridad Nacional, sin embargo, no resultó reelegido.

## Reconocimientos
- Gran cruz de la Orden de Isabel la Católica (2001).
- Orden Militar de Ayacucho en el grado Gran Cruz (2001).
- Orden Gran Almirante Grau en el grado Gran Cruz Especial (2001) de la Marina de Guerra del Perú.
- Orden Cruz Peruana al Mérito Naval en el grado Gran Cruz Especial (2001) de la Marina de Guerra del Perú.
- Orden Cruz Peruana al Mérito Militar (2001) del Ejército del Perú.